# 台北窄体吸虫
台北窄体吸虫（学名：Lyperosomum taipeiense）为双腔科窄体属的动物。分布于台湾岛等地，营寄生生活，终末宿主鼬獾以及寄生于小肠。该物种的模式产地在台湾。